# Jon Hamm
Jonathan Daniel "Jon" Hamm (Saint Louis, Missouri, 10 de març de 1971) és un actor estatunidenc conegut pel seu paper del publicista Don Draper a la sèrie Mad Men de la cadena AMC.

## Biografia
Jon Hamm  va néixer a Saint Louis. Fill únic de Deborah i Daniel Hamm, va tenir una infància difícil: els seus pares es van divorciar quan ell només tenia dos anys i va créixer amb la seva mare fins que va morir de càncer. Amb deu anys en Jon va anar a viure amb el seu pare. Des de molt jove es va interessar per la interpretació, gràcies a una beca va estudiar teatre a la Universitat de Missouri. Una vegada graduat va ensenyar art dramàtic a John Burroughs (Ladue, Missouri), l'institut on havia estudiat, fins que el 1995, guiat per la seva vocació d'actor, amb 24 anys se'n va anar cap a Los Angeles, compartint casa amb altres aspirants a actors i fent feines esporàdiques, com ambientador de decorats. Aconseguí petits papers en pel·lícules com Space Cowboys, We Were Soldiers i en sèries com The Hughleys, The Trouble with Normal. A la comèdia independent Kissing Jessica Stein va tenir un paper secundari, però amb bones crítiques, junt amb Jennifer Westfeldt, protagonista i coguionista. Va continuar participant de forma regular en sèries de televisió com Providence i a The Division on interpretava un inspector de policia, The Unit i What About Brian, fins que li va arribar l'oportunitat de deixar de ser només actor de repartiment. Va ser quan va rebre el guió de l'episodi pilot sobre una sèrie de publicistes ambientada en els anys seixanta. Tot i que la cadena productora AMC pensava en una estrella com a protagonista, el creador de Mad Men Matthew Weiner va triar en el càsting a Hamm per encarnar Don Draper, el director creatiu de l'agència. Draper, personatge central, és una mostra del somni americà que la sèrie explora al llarg de les set temporades (2007-2015). Jon Hamm va ser guardonat amb el Globus d'Or 2008 com a millor actor en sèrie de televisió drama, nominat als Emmy en cada temporada va obtenir finalment el premi Emmy a la millor actuació masculina en una sèrie dramàtica de televisió el 2015.
El 2010 va posar la veu a l'ogre Brogan a Shrek Forever After i el mateix any amb el seu personatge d'agent de l'FBI a The town: Ciutat de lladres, pel·lícula dirigida, escrita i protagonitzada per Ben Affleck, va compartir els premis a la millor actuació conjunta atorgats pel Washington DC Area Film Critics Association i pel National Board of Review. El setembre de 2011 en el Toronto International Film Festival es va fer la presentació de la comèdia romàntica independent Friends with Kids, dirigida, escrita i protagonitzada per la que aleshores era la seva companya en la vida real Jennifer Westfeldt, on Hamm interpreta el personatge de Ben i també va participar en la producció.
El setembre del 2015, després de divuit anys d'estar junts, Hamm i l'actriu i cineasta Jennifer Westfeldt van anunciar la seva separació.

## Filmografia

### Cinema
| Any  | Títol                         | Paper               | Notes           |
| ---- | ----------------------------- | ------------------- | --------------- |
| 2000 | Space Cowboys                 | Jove Pilot Num. 2   |                 |
| 2001 | Kissing Jessica Stein         | Charles             |                 |
| 2002 | We Were Soldiers              | Cap. Matt Dillon    |                 |
| 2006 | Ira and Abby                  | Ronnie              |                 |
| 2007 | The Ten                       | Chris Knarl         |                 |
| 2008 | The Day the Earth Stood Still | Dr. Michael Granier |                 |
| 2009 | Stolen                        | Tom Adkins          |                 |
| 2010 | Howl                          | Jake Ehrlich        |                 |
| 2010 | Shrek Forever After           | Brogan              | Veu             |
| 2010 | The town: Ciutat de lladres   | Adam Frawley        |                 |
| 2011 | Sucker Punch                  | Doctor              |                 |
| 2011 | Friends with Kids             | Ben                 | també productor |
| 2013 | The Congress                  | Dylan Truliner      | Veu             |
| 2013 | Clear History                 | Will Haney          | Telefilm        |
| 2014 | Million Dollar Arm            | J.B. Bernstein      |                 |
| 2015 | Minions                       | Herb Overkill       | Veu             |
| 2017 | Baby Driver                   | Jason, « Buddy »    |                 |

### Televisió
| Any       | Títol                                            | Paper                                   | Notes                                 |
| --------- | ------------------------------------------------ | --------------------------------------- | ------------------------------------- |
| 1997      | Ally McBeal                                      | Noi al bar                              | Episodi: "Compromising Positions"     |
| 2000      | The Hughleys                                     | Buzz                                    | Episodi: "Lies My Valentine Told Me"  |
| 2000      | The Trouble with Normal                          | Jackson                                 | Episodi: "Pilot"                      |
| 2000–2001 | Providence                                       | Burt Ridley                             | 18 episodis                           |
| 2002      | Gilmore Girls                                    | Peyton Sanders                          | Episodi: "Eight O'Clock at the Oasis" |
| 2002–2004 | The Division                                     | Inspector Nate Basso                    | 16 episodis                           |
| 2005      | Charmed                                          | Jack Brody                              | Episodi: "Ordinary Witches"           |
| 2005      | Point Pleasant                                   | Dr. George Forrester                    | 2 episodis                            |
| 2005      | Related                                          | Danny                                   | Episodi: "Pilot"                      |
| 2005      | CSI: Miami                                       | Dr. Brent Kessler                       | 2 episodis                            |
| 2006      | Numbers                                          | Richard Clast                           | Episodi: "Hardball"                   |
| 2006–2007 | The Unit                                         | Wilson James                            | 5 episodis                            |
| 2006–2007 | What About Brian                                 | Richard Povich                          | 6 episodis                            |
| 2007–2015 | Mad Men                                          | Don Draper                              |                                       |
| 2009–2012 | 30 Rock                                          | Dr. Drew Baird / Abner / David Brinkley | 7 episodis                            |
| 2010–2013 | Childrens Hospital                               | Derrick / Arthur                        | 5 episodis                            |
| 2011      | Robot Chicken                                    | Diversos                                | Veu                                   |
| 2012      | The Increasingly Poor Decisions of Todd Margaret | Empleat                                 | 4 episodis                            |
| 2012–2013 | The Greatest Event in Television History         | Rick Simon / Fantasma Jon Hamm          | 2 episodis                            |
| 2012–2013 | A Young Doctor's Notebook                        | Dr. Vladimir Bomgard (De gran)          | 8 episodis                            |
| 2013      | Archer                                           | Capità Murphy                           | Veu 2 episodis                        |
| 2014–2015 | Parks and Recreation                             | Ed                                      | 2 episodis                            |
| 2014      | Black Mirror                                     | Matt Trent                              | Episodi: "White Christmas"            |
| 2015      | Unbreakable Kimmy Schmidt                        | Richard Wayne Gary Wayne                | 4 episodis                            |

## Premis i Nominacions

### Premis
- 2008: Globus d'Or al millor actor en sèrie de televisió dramàtica per Mad Men
- 2015: Primetime Emmy al millor actor en sèrie dramàtica per Mad Men[16]

### Nominacions
- 2008: Primetime Emmy al millor actor en sèrie dramàtica per Mad Men
- 2009: Globus d'Or al millor actor en sèrie de televisió dramàtica per Mad Men
- 2009: Primetime Emmy al millor actor en sèrie dramàtica per Mad Men
- 2009: Primetime Emmy al millor actor convidat en sèrie còmica per 30 Rock
- 2010: Globus d'Or al millor actor en sèrie de televisió dramàtica per Mad Men[17]
- 2010: Primetime Emmy al millor actor en sèrie dramàtica per Mad Men
- 2010: Primetime Emmy al millor actor convidat en sèrie còmica per 30 Rock
- 2011: Globus d'Or al millor actor en sèrie de televisió dramàtica per Mad Men
- 2011: Primetime Emmy al millor actor en sèrie dramàtica per Mad Men
- 2012: Primetime Emmy a la millor sèrie dramàtica per Mad Men
- 2012: Primetime Emmy al millor actor en sèrie dramàtica per Mad Men
- 2012: Primetime Emmy al millor actor convidat en sèrie còmica per 30 Rock
- 2013: Globus d'Or al millor actor en sèrie de televisió dramàtica per Mad Men
- 2013: Primetime Emmy a la millor sèrie dramàtica per Mad Men
- 2013: Primetime Emmy al millor actor en sèrie dramàtica per Mad Men
- 2014: Primetime Emmy a la millor sèrie dramàtica per Mad Men
- 2014: Primetime Emmy al millor actor en sèrie dramàtica per Mad Men
- 2015: Primetime Emmy al millor actor convidat en sèrie còmica per Unbreakable Kimmy Schmidt